# Trust Tower
Der Trust Tower ist ein Wolkenkratzer in Abu Dhabi, der Hauptstadt der Vereinigten Arabischen Emirate, der sich zurzeit im Bau befindet. Im Sommer 2010 wurde die maximale Höhe des Turms von 278 Metern erreicht, womit er das dritthöchste Gebäude Abu Dhabis ist (nach dem 324 Meter hohen The Landmark und dem 292 Meter hohen Sky Tower). Das 60-stöckige Gebäude schließt mit einem spitzen Dach ab und besitzt 27 Aufzüge. Das gesamte Gebäude verfügt über Büroräume und wurde 2014 fertiggestellt.
Der Turm ist Teil des Central Market, wozu zwei weitere Türme in ähnlichem Design gehören. Einer von ihnen ist The Domain, der seit 2012 das höchste Gebäude der Stadt ist (374 Meter). Auch The Domain wurde, wie der Trust Tower, vom britischen Architekten Norman Foster (Foster + Partners) entworfen.